# Mikhail Tumasov
Mikhail Tumasov es un activista LGBT ruso. Nacido en 1975 en la ciudad rusa de Astracán.  trabajó con el Movimiento Interregional  LGBT de Rusia. En 2011 funda el movimiento Avers LGBT en Samara tras la ley contra la “propaganda de la homosexualidad”, conocida como la "Ley Milonov".
Avers LGBT es un moviente de la región de Samara comprometido con el cumplimiento de los derechos humanos proporcionando apoyo psicológico y ayudas para la integración y el establecimiento de una igualdad de género para el colectivo LGTBIQ.
En 2012, fue atacado con ácido después de salir del armario con un amigo.
Actualmente es el director de la Red LGBT de Rusia.  trabaja por la libertad sexual y de identidad de género, la visibilización de la situación del colectivo en Rusia, informando de la represión en Chechenia donde ha habido "Purgas gays" y existen "campos de concentración" como centros de detención para homosexuales.
Miembro fundador de la red LGTB rusa, que defiende la libre orientación sexual e identidad de género, para visibilizar la situación del colectivo LGTBIQ+ en Rusia y la represión que sufren a diario en Chechenia, al sur del país, donde ha habido “purgas gay” y existen “campos de concentración” en forma de centros de detención para homosexuales.